# Douglas Allen Booth

Familienwappen der Booth Baronets

Sir Douglas Allen Booth, 3. Baronet (* 2. Dezember 1949), ist ein angloamerikanischer Drehbuchautor, Fernsehproduzent und Zeichentrickfilm-Animator.
Er ist der ältere Sohn des Sir Philip Booth, 2. Baronet (1907–1960) aus dessen zweiter Ehe mit Ethel Greenfield († 2018). Er besuchte die Beverly Hills High School in Los Angeles. Er erwarb den Grad eines Bachelor of Arts am Harvard College.
1991 heiratete er Marcela Scantlebury. Mit ihr hat er zwei Töchter.
Beim Tod seines Vaters erbte er am 5. Januar 1960 den 1916 geschaffenen Adelstitel eines Baronet, of Allerton Beeches in the City of Liverpool, und wurde Chef der Adelsfamilie. Da er keine Söhne hat, ist sein Bruder, der Geologe Derek Booth (* 1953), der voraussichtliche Erbe (Heir Presumptive) seines Adelstitels.